# Кешереу (Бихор)
Кешереу (рум. Cheșereu) насеље је у Румунији у округу Бихор у општини Керекиу. Oпштина се налази на надморској висини од 106 m.

## Становништво
Према подацима из 2002. године у насељу је живело 1080 становника.

### Попис2002.
| Расподела становништва по националности 2002.‍ | Расподела становништва по националности 2002.‍ | Расподела становништва по националности 2002.‍ | Расподела становништва по националности 2002.‍ | Расподела становништва по националности 2002.‍ |
| --------------------------------------------- | --------------------------------------------- | --------------------------------------------- | --------------------------------------------- | --------------------------------------------- |
|                                               |                                               |                                               |                                               |                                               |
| Румуни                                        | Румуни                                        |                                               | 19                                            | 1,8%                                          |
| Мађари                                        | Мађари                                        |                                               | 911                                           | 84,4%                                         |
| Роми                                          | Роми                                          |                                               | 150                                           | 13,9%                                         |